# 구티 (축구 선수)
호세 마리아 구티에레스 에르난데스(스페인어: José María Gutiérrez Hernández, 1976년 10월 31일, 마드리드 지방 토레혼데아르도스 ~)는 줄여서 구티(스페인어: Guti)로 알려진 스페인의 전 축구 선수로, 공격형 미드필더로 활동했었다. 현재 축구 감독이다.
현역 시절, 그는 거의 레알 마드리드 선수로만 활동했으며, 500경기 이상 출전해 부주장을 역임하여 구단과 UEFA 챔피언스리그 3번, 라 리가 5번을 포함해 도합 15번의 우승을 거두었다.
구티는 1999년에 스페인 국가대표로 신고식을 치른 이래 13번의 국가대항전에 출전했다.

## 클럽 경력

### 레알 마드리드
마드리드 지방 토레혼 데 아르도스 출신인 구티는 1986년에 레알 마드리드 채석장 (cantera)에서 축구를 시작했고, 본래 공격수였던 그는 나중에 미드필더로 주로 기용되었고, 현역 시절 대부분 중원에서 임무를 수행했다. 1995년 12월 2일, 그는 세비야를 상대로 1군 신고식을 치렀고, 경기는 레알 마드리드의 4-1 완승으로 끝났다. 그는 그 시즌을 9경기 출전 1골로 끝냈다.
1997년, 구티는 우승컵을 2개 수집했는데, 라 리가우승을 거두고 수페르코파 데 에스파냐도 차지했으며, 그 시즌을 17경기 출전 1골로 마쳤다. 1997-98 시즌, 그는 머랭 (Merengues)의 UEFA 챔피언스리그와 인터콘티넨털컵 우승을 도왔고, 같은 해에 UEFA U-21 축구 선수권 대회에도 나갔었다.
1999-2000 시즌, 구티는 초반에 고전했다. 클라렌서 세이도르프의 대체자로서의 임무를 진 구티는 쓰러진 상대를 찬 이유로 퇴장당했다. 부정적인 행보는 그의 현역 시절 반복되었는데, 그는 같은 방식으로 리그에서만 8번을 퇴장당했다. 그 시즌에, 그는 UEFA 챔피언스리그 우승도 거두었는데, 그는 28경기에서 6골을 기록했다. 그 다음 시즌, 그는 개인적으로 최고의 시즌을 보냈는데, 페르난도 모리엔테스의 부상에 따라 시즌 대부분 기간 동안 공격수로 기용되어 14골을 기록했고, 28번째 리그 우승에 큰 도움을 주었으며, 같은 해 수페르코파 데 에스파냐도 석권했다.
2002년 호나우두의 영입으로, 구티는 다시 중원에서 임무를 수행하게 되었고, 득점력도 급격히 하락했다. 이어지는 두 시즌 동안, 그는 63번의 경기에서 8골을 넣는데 그쳤고, 우승으로 끝낸 2001-02년 UEFA 챔피언스리그에 9경기 나서서 3골을 기록하기도 했다.
2004-05 시즌, 구티는 가장 저조한 득점력을 보였는데, 1군에서 7년을 보내면서 처음으로 득점을 올리지 못했다. 그는 2005년 2월 산마리노와의 국가대표팀 경기에서 공식전 한 골을 기록하는데 그쳤다. 2005-06 시즌, 그는 43경기에 출전해 6골 (리그 4골, 유럽대항전 2골) 을 기록했다.
라몬 칼데론이 신임 회장으로 선임되고 밀란의 브라질인 거물 카카의 영입이 공약에 포함되면서, 구티의 산티아고 베르나베우에서의 미래가 불투명해졌다. 그는 도시 반대편 아틀레티코 마드리드로 이적할 것이라는 소문이 돌았지만, 카카가 이탈리아에 잔류하게 되면서 레알 마드리드 잔류를 결정했다.
지네딘 지단의 은퇴로, 구티는 2006-07 시즌에 그가 선호하는 창조적인 플레이메이커로서의 임무를 수행하게 되었다. 그의 훌륭한 짧고 찌르는 패스는 3-2로 이긴 2007년 5월 6일자 세비야와의 안방 경기에서 드러났는데, 그는 그 경기에서 교체로 32분을 뛰었지만, 수 차례 득점을 도와 레알 마드리드의 30번째 리그 우승에 공을 세웠다.
2008년 2월 10일, 구티는 바야돌리드와의 안방 경기에서 2골 3도움을 기록해 최우수 선수로 선정되었고, 레알 마드리드는 이 경기에서 7-0으로 이겼고, 그 시즌에도 또다시 리그 우승을 거두었다. 9월 14일, 그는 4-3으로 이긴 누만시아전에서 구단의 5000번째 리그 득점을 기록했다.
2009-10 시즌 카카의 영입에도 불구하고, 구티는 여전히 시즌 초반에 자주 출전했고, 리그에서 2골을 기록했다. 그러나, 10월 말, 알코르콘과의 그 시즌 코파 델 레이 경기에서 0-4 대패를 당할 때, 구티는 전반 종료 후 마누엘 페예그리니 감독을 고의로 폭언하여 오랜 기간 출전을 못하게 되었다. 복귀 후에 몇 차례 부상을 당했지만, 브라질인 신입생 역시 부상으로 문제를 겪으면서, 시즌 말까지 정기적으로 출전할 수 있었다.

### 베식타시

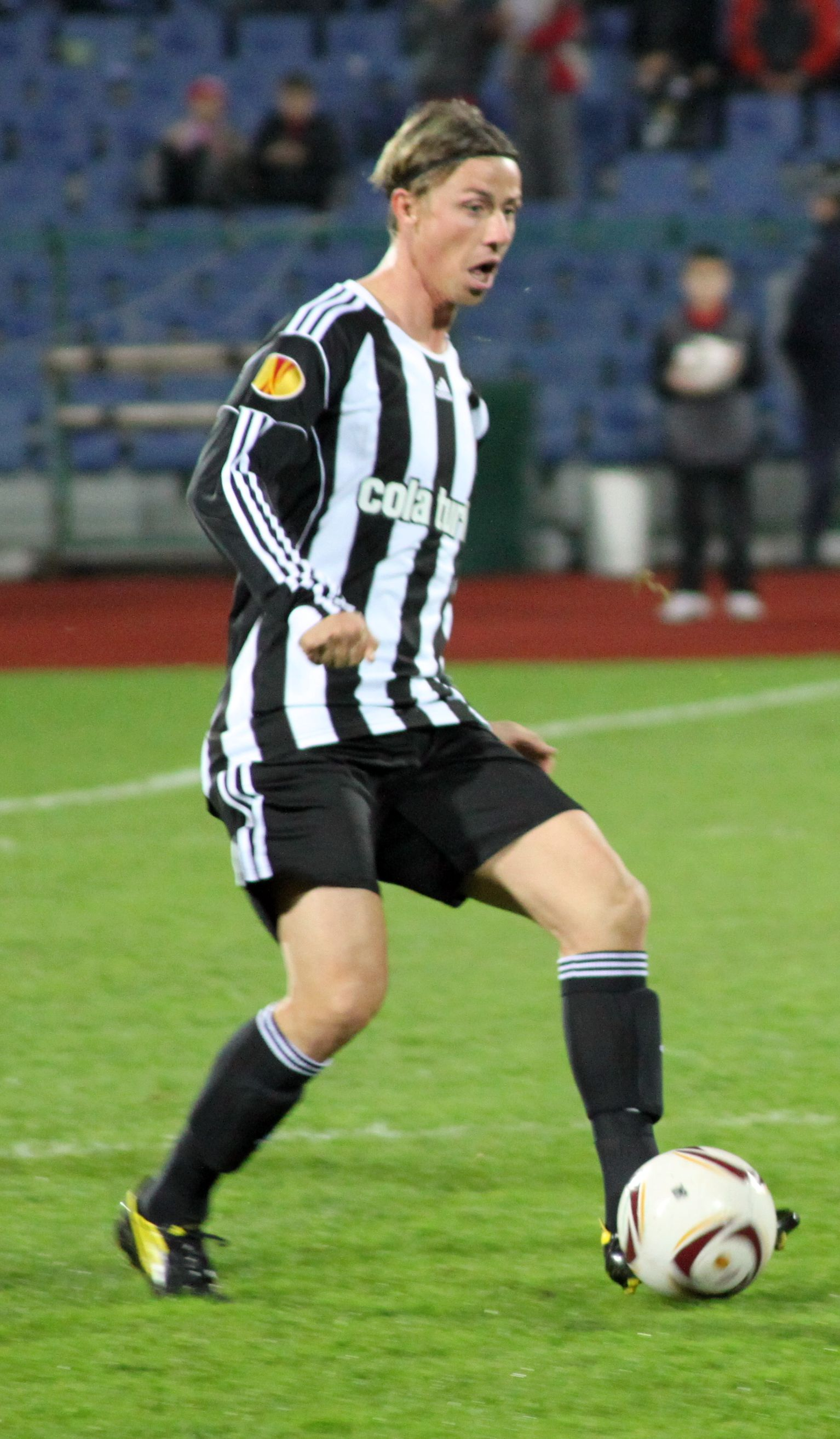
2010년, 베식타시의 구티

2010년 7월 25일, 구티는 25년을 지냈던 마드리드를 떠났다. 그는 "저는 베식타시의 제의를 받았지만, 아직 결정을 내리지 못했습니다"라고 말했다. 협상은 그 다음날 마무리되었고, 구티는 2년 계약을 맺었다. 그는 부카스포르와의 경기에서 이스탄불 연고 구단 소속으로 첫 공식 경기를 치러 1-0 결승골을 도왔다.
2010년 11월 28일, 구티는 갈라타사라이와의 경기에서 1골 1도움으로 베식타시의 승리를 견인했다. 이 경기에서 구단은 8년만에 알리 사미 옌에서 승리를 챙겼다. 2011년 5월 11일, 그는 이스탄불 바샥셰히르와의 튀르키예 쿠파스 경기에 선발로 출전했고, 소속 구단은 연장전 끝에 2-2로 비긴 후 승부차기에서 4-3으로 이겨 우승을 쟁취했다. 이는 구티가 현역에 거둔 첫 컵 대회 우승이었다.
구티는 카를루스 카르발랼 신임 감독의 취임으로 2011-12 시즌에 베식타시의 전력 외로 분류되었다. 2011년 11월 15일 35세의 구티는 구단에서 방출되었다.
구티는 2012년 9월 21일에 축구화를 벗었다고 선언했고 "저는 꿈나무들을 훈련시키고 싶어서 단장이나 감독을 맡기 위해 훈련을 받을 것입니다... 저는 레알 마드리드 유소년부 감독을 맡고 싶습니다. 그것이 제 목표입니다"라고 덧붙였다.

## 국가대표팀 경력
1999년 5월 5일 (스페인-크로아티아전, 3-1 승리)부터 스페인 국가대표로, 이에도 불구하고, 구티는 조국을 대표로 대회 본선에 출전한 적이 없으며, 약 6년에 걸쳐 13경기에 출전한 것이 전부였다.
그는 UEFA U-18 축구 선수권 대회를 1995년에 우승했었고, U-21 대회도 1998년에 우승했었다.

## 플레이스타일
본래 공격수였던 구티는 나중에 재능 있는 플레이메이커로 발전했고, 시야, 기술, 창의성, 패스 거리, 그리고 동료의 골을 돕는 능력으로 알려졌다. 다재다능한 선수로, 그는 주로 자신이 선호하는 공격수 후방의 공격형 미드필더에 배치되었지만, 후방 공격수나 측면 미드필더, 혹은 수비형 미드필더나 후방 플레이메이커 역할도 수행할 수 있었다.

## 사생활
구티는 스페인의 텔레비전 연예인 아란차 데 베니토와 1999년 6월 22일에 결혼했다. 둘 사이에 사이라와 아이토르 두 아이를 두고 아내가 돌보는 조건으로 이혼했지만, 둘은 여전히 가까이 지내고 있다.
그의 조카 하비 에르난데스도 레알 마드리드 유소년부에서 축구를 한 적이 있다.

### 다른 사업
구티는 두 영화에 직접 출연한 경력이 있다. 그는 토렌테 3: 수호자와 골 2: 꿈을 향해 뛰어라에 출연했다. 그는 2005년에 레알 마드리드를 소재로 한 다큐멘터리 / 영화인 레알에도 출연했다.

## 경력 통계

### 클럽 기록
| 클럽          | 시즌      | 리그 | 리그 | 컵   | 컵 | 유럽1 | 유럽1 | 기타2 | 기타2 | 합계 | 합계 |
| 클럽          | 시즌      | 출장 | 골   | 출장 | 골 | 출장  | 골    | 출장  | 골    | 출장 | 골   |
| ------------- | --------- | ---- | ---- | ---- | -- | ----- | ----- | ----- | ----- | ---- | ---- |
| 레알 마드리드 | 1995–96   | 9    | 1    | 0    | 0  | 0     | 0     | —     | —     | 9    | 1    |
| 레알 마드리드 | 1996–97   | 14   | 0    | 3    | 0  | 0     | 0     | —     | —     | 17   | 0    |
| 레알 마드리드 | 1997–98   | 17   | 1    | 1    | 0  | 2     | 0     | 2     | 0     | 22   | 1    |
| 레알 마드리드 | 1998–99   | 28   | 1    | 4    | 2  | 4     | 0     | —     | —     | 36   | 3    |
| 레알 마드리드 | 1999–2000 | 28   | 6    | 4    | 1  | 10    | 1     | 3     | 0     | 45   | 8    |
| 레알 마드리드 | 2000–01   | 32   | 14   | 0    | 0  | 12    | 4     | 2     | 0     | 46   | 18   |
| 레알 마드리드 | 2001–02   | 29   | 4    | 7    | 6  | 9     | 3     | 1     | 0     | 46   | 13   |
| 레알 마드리드 | 2002–03   | 34   | 4    | 3    | 2  | 15    | 5     | 2     | 2     | 54   | 13   |
| 레알 마드리드 | 2003–04   | 26   | 2    | 8    | 1  | 9     | 0     | 2     | 0     | 45   | 3    |
| 레알 마드리드 | 2004–05   | 31   | 0    | 0    | 0  | 8     | 0     | —     | —     | 39   | 0    |
| 레알 마드리드 | 2005–06   | 33   | 4    | 4    | 0  | 7     | 2     | —     | —     | 44   | 6    |
| 레알 마드리드 | 2006–07   | 30   | 1    | 0    | 0  | 7     | 0     | —     | —     | 37   | 1    |
| 레알 마드리드 | 2007–08   | 32   | 3    | 4    | 1  | 7     | 0     | 2     | 0     | 45   | 4    |
| 레알 마드리드 | 2008–09   | 18   | 3    | 1    | 0  | 6     | 0     | 2     | 0     | 27   | 3    |
| 레알 마드리드 | 2009–10   | 26   | 2    | 1    | 0  | 3     | 1     | —     | —     | 30   | 3    |
| 레알 마드리드 | 합계      | 387  | 46   | 40   | 13 | 99    | 16    | 16    | 2     | 542  | 77   |
| 베식타시      | 2010–11   | 22   | 7    | 6    | 3  | 9     | 1     | —     | —     | 37   | 11   |
| 베식타시      | 2011–12   | 1    | 0    | 0    | 0  | 2     | 1     | —     | —     | 3    | 1    |
| 베식타시      | 합계      | 23   | 7    | 6    | 3  | 11    | 2     | —     | —     | 40   | 12   |
| 경력 합계     | 경력 합계 | 410  | 53   | 46   | 16 | 110   | 18    | 16    | 2     | 582  | 89   |

1UEFA 챔피언스리그 및 UEFA 유로파리그 경기 포함
2기타 주요 대회인 수페르코파 데 에스파냐, UEFA 슈퍼컵, 인터콘티넨털컵, 및 FIFA 클럽 월드컵 경기 포함

### 국가대표팀 기록
| 스페인 | 스페인 | 스페인 |
| 연도   | 출장   | 골     |
| ------ | ------ | ------ |
| 1999   | 1      | 0      |
| 2000   | 2      | 0      |
| 2001   | 0      | 0      |
| 2002   | 3      | 1      |
| 2003   | 4      | 1      |
| 2004   | 2      | 0      |
| 2005   | 1      | 1      |
| 합계   | 13     | 3      |

### 국가대표팀 득점 상세 기록
| #  | 날짜             | 경기장                                    | 상대       | 점수 | 최종결과 | 대회                      |
| -- | ---------------- | ----------------------------------------- | ---------- | ---- | -------- | ------------------------- |
| 1. | 2002년 10월 12일 | 카를로스 벨몬테, 알바세테, 스페인         | 북아일랜드 | 2–0  | 3–0      | UEFA 유로 2004 예선전     |
| 2. | 2003년 2월 12일  | 손 모시, 팔마 데 마요르카, 스페인         | 독일       | 3–1  | 3–1      | 친선경기                  |
| 3. | 2005년 2월 9일   | 후에고스 메디테라네오스, 알메리아, 스페인 | 산마리노   | 4–0  | 5–0      | 2006년 FIFA 월드컵 예선전 |

## 수상

### 클럽
레알 마드리드
- 라 리가: 1996–97, 2000–01, 2002–03, 2006–07, 2007–08
- 수페르코파 데 에스파냐: 1997, 2001, 2003, 2008
- UEFA 챔피언스리그: 1997–98, 1999–2000, 2001–02
- UEFA 슈퍼컵: 2002
- 인터콘티넨털컵: 1998, 2002

베식타시
- 튀르키예 쿠파스: 2010–11

### 국가대표팀
스페인 U-18
- UEFA U-18 축구 선수권 대회: 1995

스페인 U-21
- UEFA U-21 축구 선수권 대회: 1998[22]